# جیمز پاتریک استوارت
جیمز پاتریک استوارت (انگلیسی: James Patrick Stuart؛ زاده ۱۶ ژوئن ۱۹۶۸) یک هنرپیشه اهل ایالات متحده آمریکا است. وی از سال ۱۹۸۰ میلادی تاکنون مشغول فعالیت بوده‌است.

## فیلم‌شناسی
از فیلم‌ها یا برنامه‌های تلویزیونی که وی در آن نقش داشته است می‌توان به  مردی که برگشت اشاره کرد.